# Bagdadi Vasút
A Bagdadi vasút egy az egykori Oszmán Birodalom területén a 20. század elején építeni kezdett vasútvonal, mely az Anatóliai Vasút folytatásaként Konya városát volt hivatott összekötni Bagdaddal, ami által Isztambul és Bagdad, illetve az akkori világpolitikai értelmezésben Berlin és Bagdad között jött volna létre vasúti összeköttetés. Ez alapján gyakran Berlin-Bagdad Vasút néven is említik. 1903 és 1918 között a mintegy 1600 km hosszúságú szakasz háromnegyedét építették meg. Befejezésére már csak az Oszmán Birodalom felbomlása után került sor az 1930-as években, miután a függetlenné vált Irakhoz tartozó 400 km hosszúságú utolsó hiányzó szakasz is elkészült.
A teljes vasút hosszának alig a fele található az Oszmán Birodalom jogutódjának számító Törökországban. A vasútvonal egy 150 km hosszúságú szakasza fut a mai Szíria területén (párhuzamosan az Aleppót érintő török területen haladó fővonallal) és egy 840 km-es szakasza van a mai Irakban. Az Anatóliai Vasúttal, ami Isztambult köti össze Konyával, és a rá csatlakozó mellékvonalakkal (közte az Aleppót Damaszkusszal összekötővel) a Bagdadi Vasút teljes hossza 3205 km. A vasút megtervezése bonyolult mérnöki vállalkozás volt és korának egyik legnagyobb ráfordítást igénylő infrastrukturális fejlesztése volt.  A Damaszkusztól délnek futó Hidzsáz Vasutat a Bagdadi Vasúttal egyidőben tervezték és építették, így tágabb értelemben gyakran ahhoz számítják.

## A vasútvonal fekvése

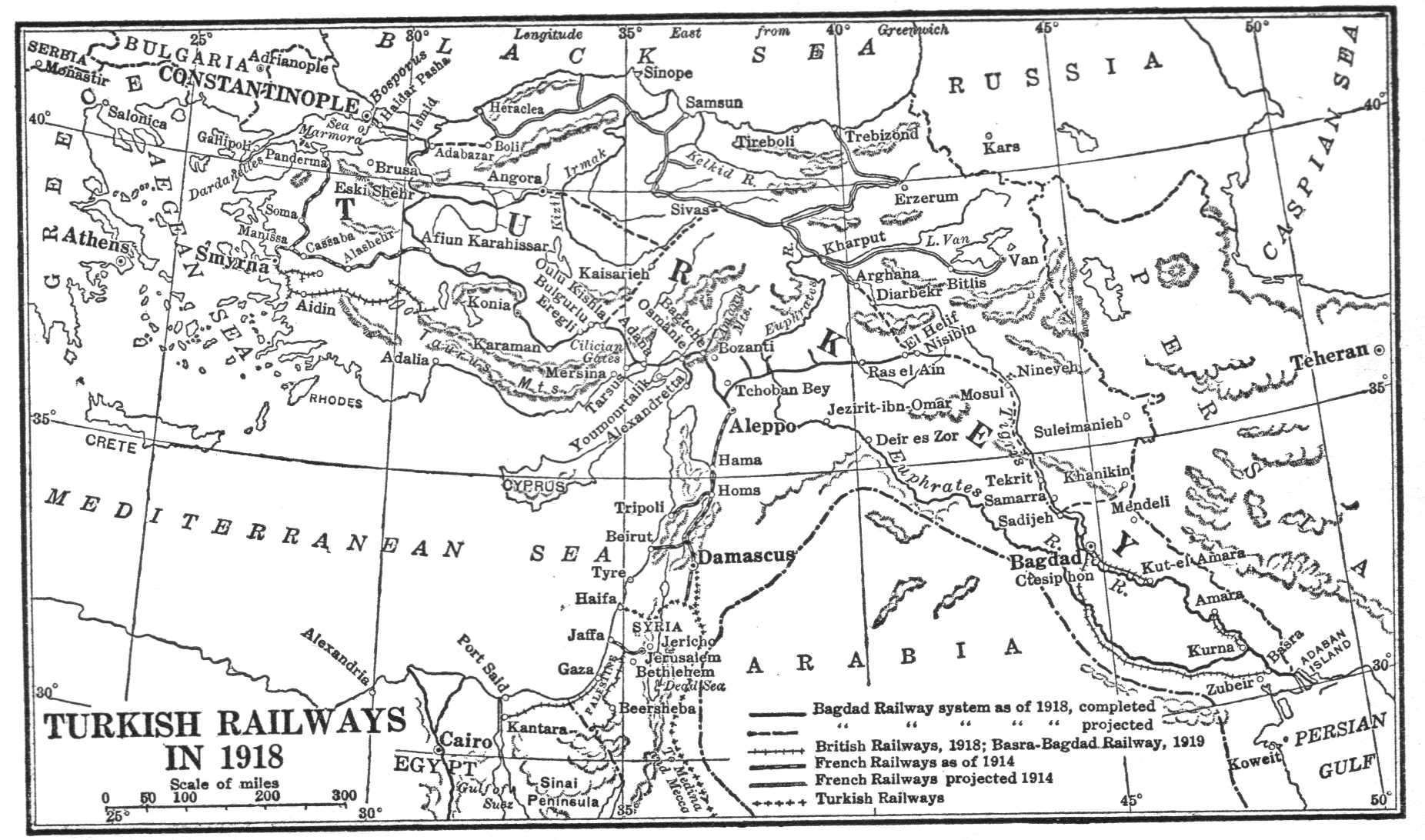
A Bagdadi vasút elkészült és tervezett szakaszai 1918-ban

A vasútvonal az Anatóliai Vasút folytatásaként Konyától Adanán, Aleppón és Moszulon át vezet Bagdadba, majd innen meghosszabbítva a Perzsa-öböl partján lévő Bászrába. A Damas–Hama et Prolongements Vasút és a Damaszkusznál rá csatlakozó és Medinába vivő Hidzsáz Vasút révén a hálózatrendszer az Oszmán Birodalom messzebbre lévő déli részeit is érintette. Elkerülendő a tenger felőli lövetés veszélyét, a vasútvonal a szárazföld belső részein haladt. Alexandretta irányába ezért egy külön leágazást építettek, a fővonal így nem egyenesen vezetett innen tovább Aleppó felé, hanem a Nur-hegységen át, amihez egy nyolc kilométer hosszú alagutat kellett fúrni.

## A Bagdadi Vasút létrejötte

### Előzményei

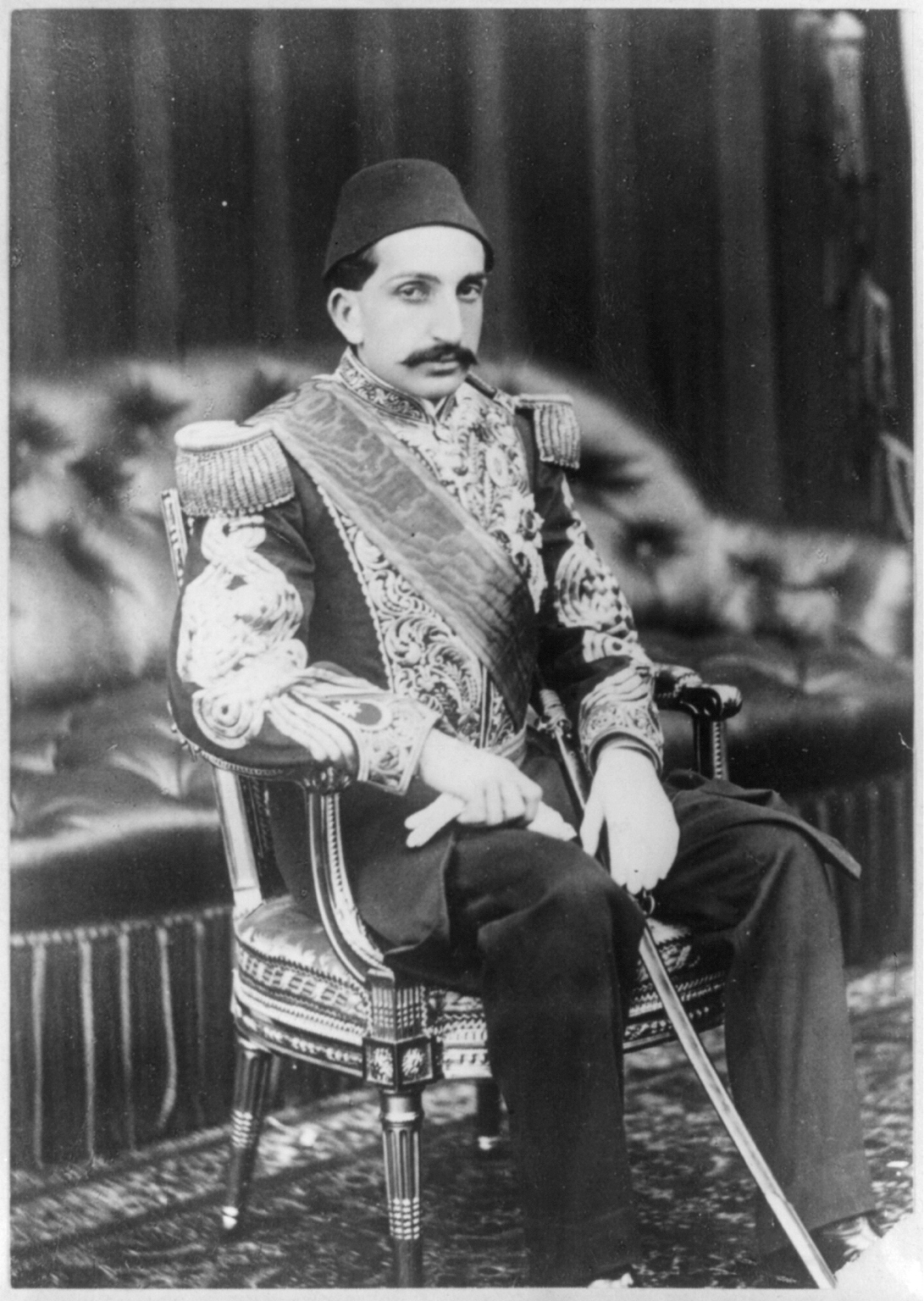
II. Abdul-Hamid oszmán szultán

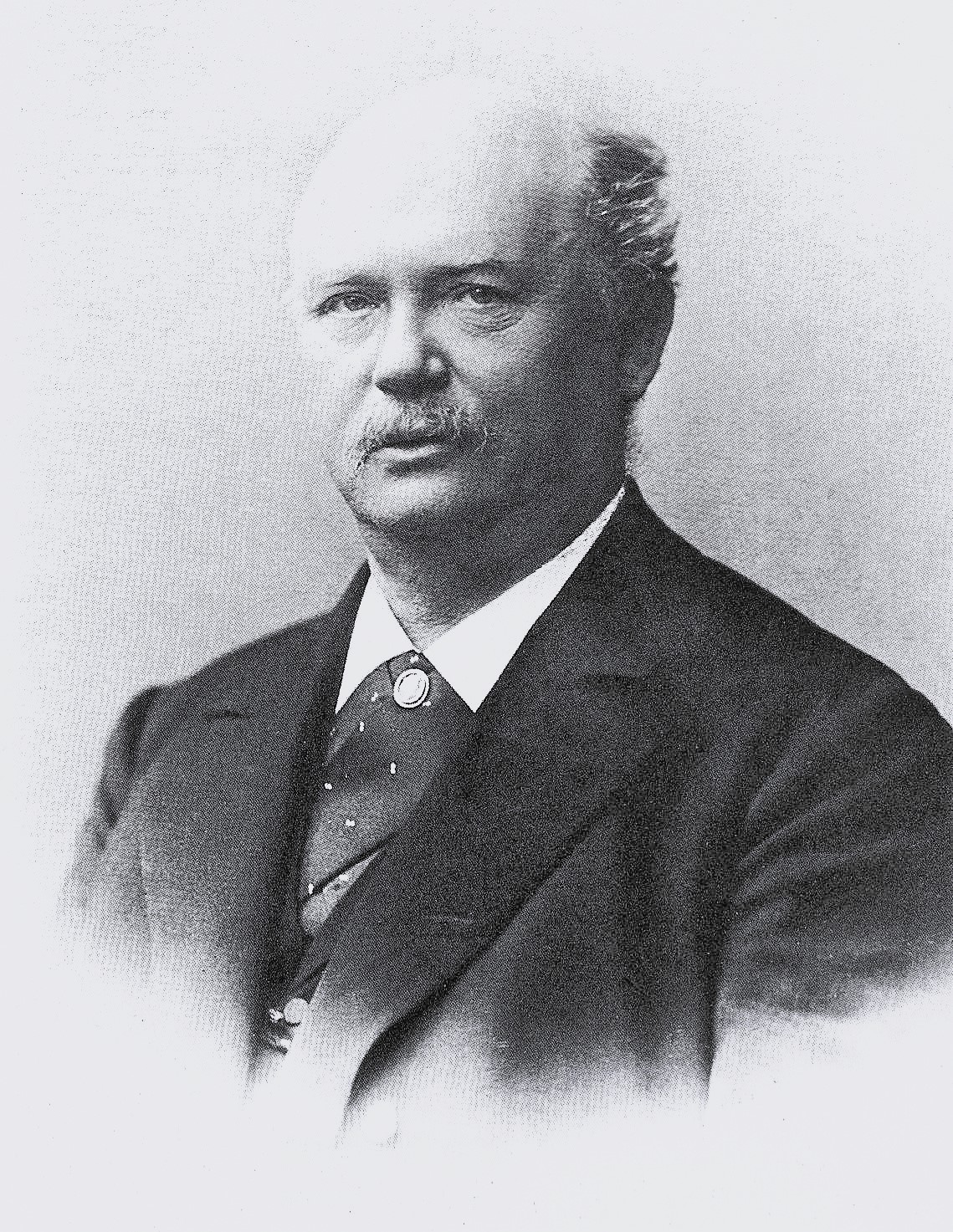
Georg von Siemens egy 1897-es felvételen

A 19. században az Oszmán Birodalom egyértelműen lemaradt fejlettségben az európai nagyhatalmak mögött és a Balkán-félszigeten lévő területeinek nagy részét elveszítette, a fővárosa, Konstantinápoly pedig így a birodalom peremére került. Európa és Amerika fejlődése azt mutatta, hogy a gazdasági fejlődés és expanzió alapja a vasúthálózatok kiépítése. Ennek megfelelően II. Abdul-Hamid szultán a vasút segítségével igyekezett a Perzsa-öbölig bezárólag a birodalma gazdasági lehetőségeit kimeríteni és politikailag stabilizálni, mivel az Oszmán Birodalomban a nagyobb csapatmozgatások hónapokat vettek igénybe. Hasonló tervek már az 1830-as években megszülettek, mikor a brit Francis Chesney ezredes az Euphrat Valley Railway megépítésén ügyködött, viszont ehelyett a Szuezi-csatorna megépítése élvezett előnyt.
Az 1880-as évek elején Wilhelm Pressel német mérnök foglalkozott a vasút megépítésével. Ő erről így írt:
„Ha a vasutak képesek arra, hogy egy terület gazdasági termelőerőit és fogyasztóképességét megemeljék, akkor ez leginkább Anatóliára áll, ahol a belső területeken megtermelt jelentős gyümölcsmennyiség túl gyakran tönkremegy közlekedési eszközök hiányában, hatalmas területeket pedig parlagon kell hagyni.”

### Finanszírozás
Az Oszmán Birodalom a Banque Impériale Ottomane-t ellenőrző francia nagybankok és az államadósságát kezelő Administration de la Dette Publique Ottomane révén pénzügyileg erősen függött Franciaországtól. A Bagdadi Vasút brit és német bankok általi finanszíroztatásával igyekezett a szultán ebből a függésből kikerülni. A brit kormányzat üdvözölte a tervet, mivel az Oszmán Birodalom stabilizálásában és befolyásának a térségben való növelésében volt érdekelt. A birodalom összeomlása ugyanis Ausztria-Magyarország és Oroszország számára jöhetett volna jól. A brit bankok azonban a vasútépítési terveket pénzügyileg kockázatosnak ítélték és inkább nem vettek részt a finanszírozásában.
A Német Birodalommal az eddig az országukba delegált katonai missziók révén a törökök már pozitív tapasztalatokat szereztek. Mivel a német érdekeltségek az Oszmán Birodalomban gazdasági jellegűek voltak és szemben a brit és francia gyarmatosítási politikával a németek nem törekedtek területszerzésre, ezért kevésbé tűnt kockázatosnak a velük való együttműködés. A Fényes Porta kérésének megfelelően így a vasútépítéssel egy német társaságot kellett megbízni.
Németországban a projekt felemás fogadtatásban részesült. A Deutsche Bank eleinte kevés érdeklődést mutatott, végül a vasút rentabilitása, majd később Mezopotámia nyersanyaggazdagsága révén vált érdekeltté, miután itt nagyobb kőolajlelőhelyeket találtak. A birodalmi kormányzat és nem utolsósorban a külügyminisztérium befolyást reméltek szerezni ezen az amúgy brit és francia érdekeltségek által uralt területen. Ehhez járult még a német külpolitika presztízskérdése, melynek a sikerei ebben az időszakban messze elmaradtak az elvárásoktól. Vilmos császár személyesen lépett fel nyomatékosan a vasút megépítése mellett és minden egyes befejezett szakasz után kétnyelvű üdvözlő táviratot küldött az építőmunkásoknak.

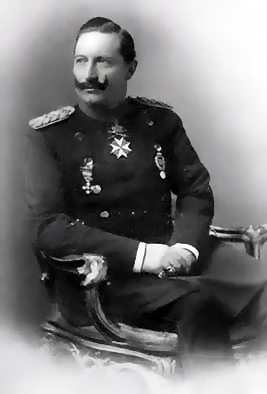
II. Vilmos császár, a vasút építésének támogatója

Ezzel együtt a német áruknak is piacot kellett szerezni. A német politika itt közvetlen konkurense lett a francia és főként a brit érdekeknek. Habár a Bagdadi Vasút a katonai missziókhoz hasonlóan intenzívebbé tette a német-török kapcsolatokat és ezzel végső soron hozzájárult az Oszmán Birodalom első világháborúba való belépéséhez, a Deutsche Bank igazgatója, Georg von Siemens, akire a diplomáciának és a politikának igénye volt a projekthez, a vasútépítésre később erős kritikával tekintett vissza:
„Az anatóliai vasutat jelenleg a német sajtó az egekig magasztalja. De mint üzlet? Te jóságos ég! Ez mindig csak mellékes dolog marad, mint az ártatlanok klubja. Számomra személyesen a vasút igazán hasznos volt, mivel ettől kezdve az emberek hinni kezdtek bennem, és ez hasznos, ha az ember komolyan nagy dolgokat akar megvalósítani, de ez a vasút egy holtvágány és Őfelsége lelkesedése Mezopotámiáért mélyebb érték nélküli a német érdekek számára.”
1889-ben Siemens vezetésével alapították meg az Anatóliai Vasúttársaságot, melyben német és osztrák üzemek voltak jelen, közte a Philipp Holzmann, a Friedrich Krupp AG, a Borsig és a Krauss-Maffei. Ezek a cégek szállították az anyagokat és a felszerelést az új vasútvonalhoz, melynek Konstantinápolyból kiindulva Ankarán át Konyáig kellett haladnia.
A német keleti politika új fejezete kezdődött 1897-ben, mikor Adolf Marschall von Biebersteint nevezték ki konstantinápolyi német követnek. Neki sikerült a császári látogatást tető alá hoznia a következő évre. Mikor II. Abdul-Hamid Vilmos császárnak a német követségen felkínálta a Bagdadig húzódó vasútvonal koncessziójának a Deutsche Bank részére való odaítélését, Vilmos örömmel igent mondott. Georg von Siemens ezáltal kényes helyzetbe került, mivel amennyiben nemet mondott volna, úgy elveszíthette volna a császár bizalmát. Siemens ezért a projekt mellett kötelezte el magát és „az oszmán vasútfejlesztés terén kivívott nagy érdemei” okán Vilmos felemelte az örökletes nemesség sorába.
Már az Anatóliai Vasút Eskişehir–Konya szakasz koncessziójának 1893. február 15-ei odaítélésekor – óvatosan fogalmazva – szó esett a vonal Bagdadig történő meghosszabbításáról. Az „Anatóliai Vasút” már 1892. december 31-én elérte Ankarát és 1896. július 29-én a Konya felé vezető leágazást is üzembe helyezték. A Konyától Bagdadig tartó Bagdadi Vasút megépítéséről a szerződést 1899-ben írta alá a Deutsche Bank és az Oszmán Birodalom.
Az átmeneti koncesszió odaítélése után Siemens azon fáradozott, hogy más államok bankjait is bevonja a finanszírozásba. A brit bankok azonban továbbra sem mutattak érdeklődést, és több New York-i bank is elutasította az ajánlatot. Végül Siemensnek sikerült a francia Banque Impériale Ottomane-t valamint több osztrák-magyar és olasz bankot bevonnia az üzletbe. A német külügyminiszter, Adolf Marschall von Bieberstein ezeket a törekvéseket rosszallóan szemlélte. Az Oszmán Birodalom cserébe bányászati jogokat biztosított, elsősorban az olaj- és gázlelőhelyekre a vasútvonal mentén 20–20 km szélességben mindkét oldalon. Ausztria-Magyarország már ekkoriban rendelkezett egy kőolajfinomítóval Bécs mellett.

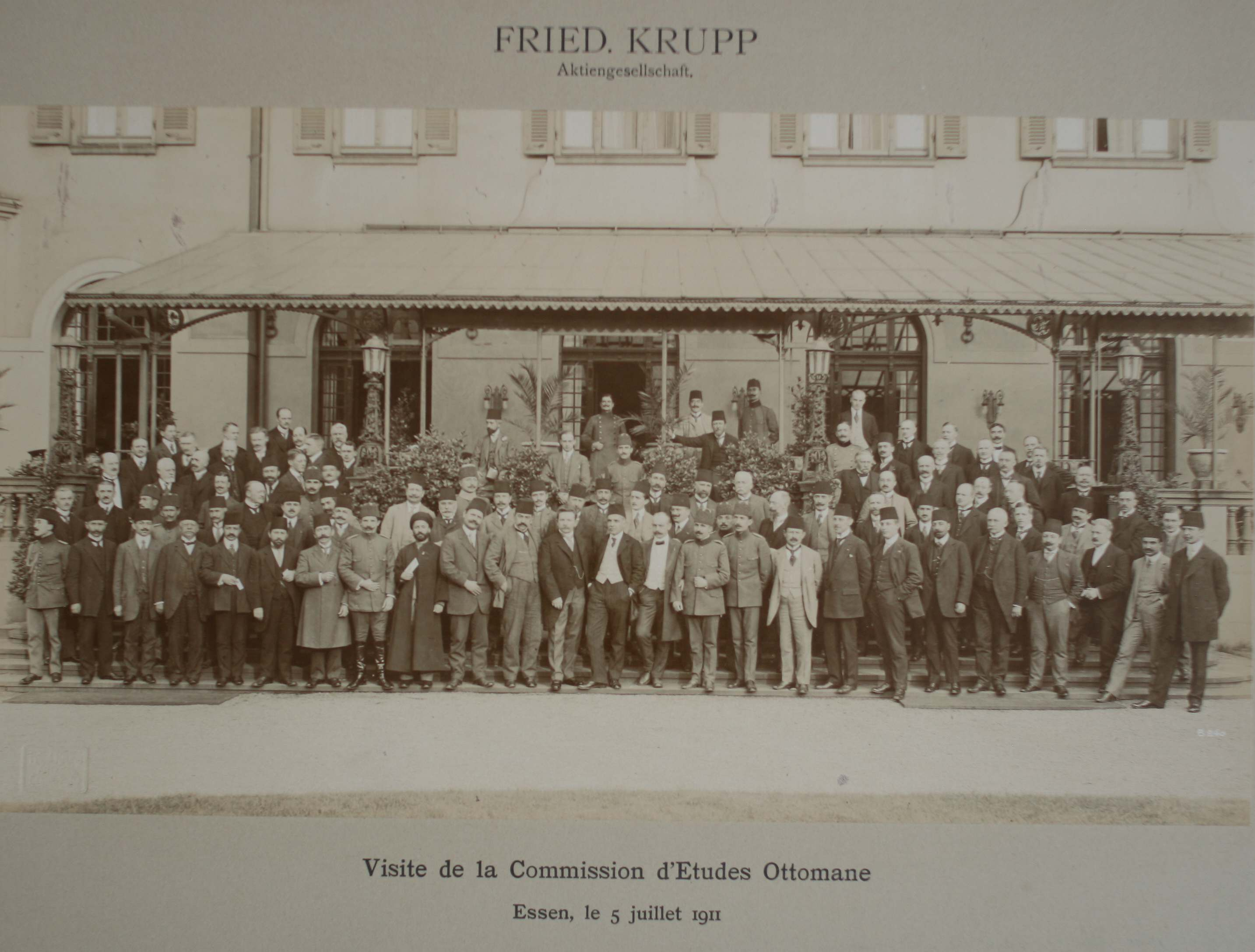
Török delegáció a síneket szállító Kruppnál 1913-ban

1903. március 5-én ítélték oda a koncessziót 99 évre. A szerződő felek az Anatóliai Vasút és az Oszmán Birodalom voltak. A vasútvonal végpontjaként Baszra szerepelt, valamint egy később meghatározandó pont a Perzsa-öböl partján. 1903. április 13-án a Deutsche Bank vezetésével megalapították a Sociéte Impériale du Chemin de fer de Bagdadot. A Deutsche Bank 40%-os, a Banque Impériale Ottomane 30%-os, az Anatóliai Vasút 10%-os, a Wiener Bankverein és a Schweizerische Kreditanstalt 7,5-7,5%-os, a Banca Commerciale Italiana 5%-os részesedéssel vett részt.
A projektet végül nagyrészt török államkötvények révén finanszírozták, amiket a Deutsche Bank bocsátott ki. Az első csomagot 1904-ben bocsátották ki 54 millió francia frank értékben, a másodikat 1910-ben 108 millió frank, a harmadikat 1912-ben 60 millió frank értékben.
Az első világháború után a Deutsche Bank a részesedését egy svájci banknak adta át, hogy az antant ne férhessen hozzá.

### Megépítése

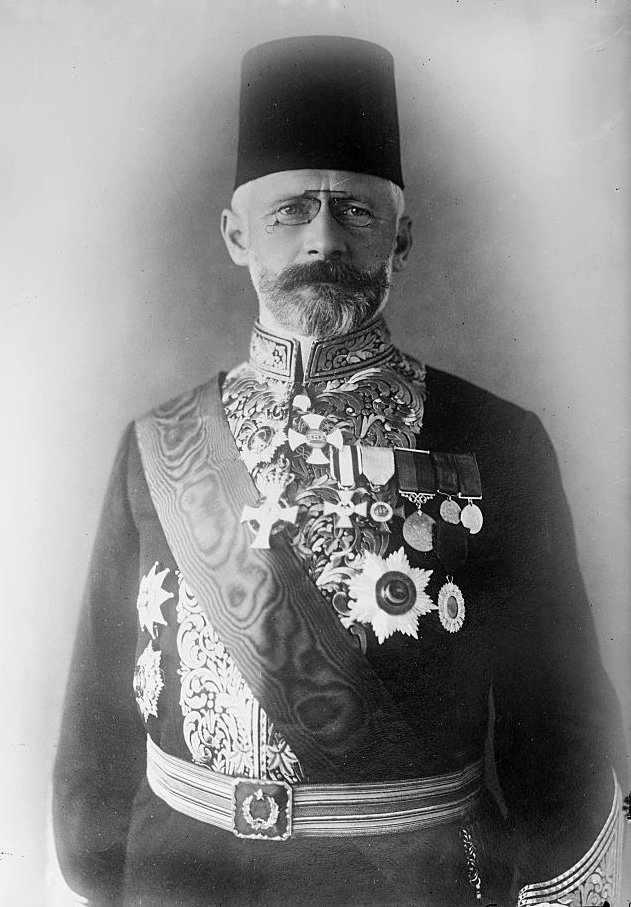
Heinrich August Meißner

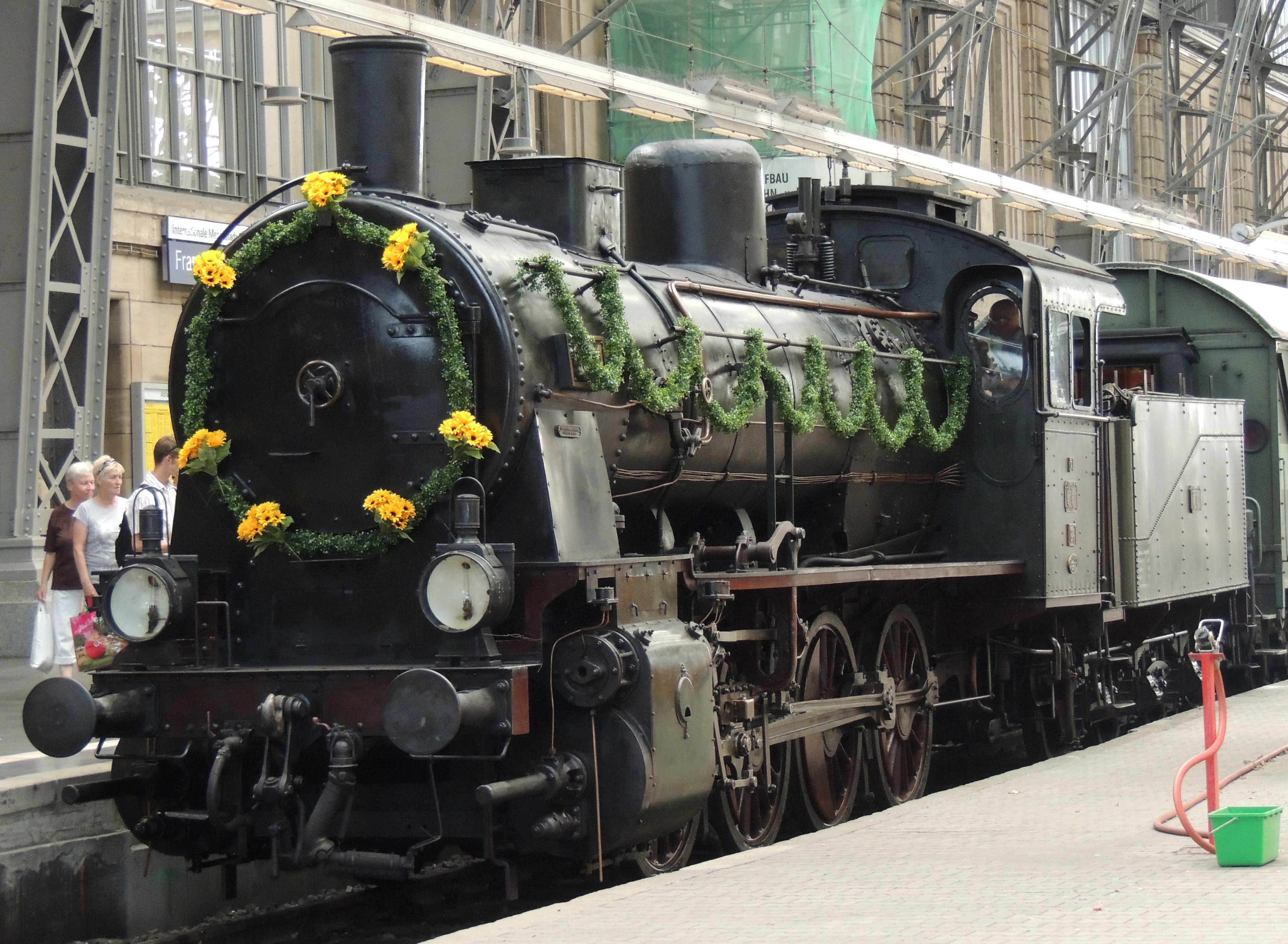
1913-ban a Hanomag által gyártott Porosz G 8 sorozat – 1917-ben a Porosz Állami Vasutak adta át az Anatóliai Vasútnak a Bagdadi Vasút építésének segítésére

1899-től expedíciókat küldtek ki, hogy az építéssel és a nyomvonalvezetéssel kapcsolatos vizsgálatokat elvégezzék a helyszínen. Mivel a nyomvonal jórészt érintetlen és tudományosan még nem vizsgált vidékeken haladt át, ezért az építés közben jelentős régészeti, botanikai és zoológiai felfedezéseket tettek. 1903. július 27-én kezdődtek meg a vasút 10 évre becsült építési munkálatai jelentős német szerepvállalással. Főként a Philipp Holzmann AG építési vállalat vett benne részt, az építési vezető Otto Riese volt, aki az üzletvezetői direktórium elnöke is volt. A Philipp Holzmann AG a vasútépítés mellett a vasúti megállók és a nagyobb vasútállomások építését is átvette. A síneket a Friedrich Krupp AG szállította, a mozdonyokat a Borsig, a Cail, a Hanomag, a Henschel és a Maffei.

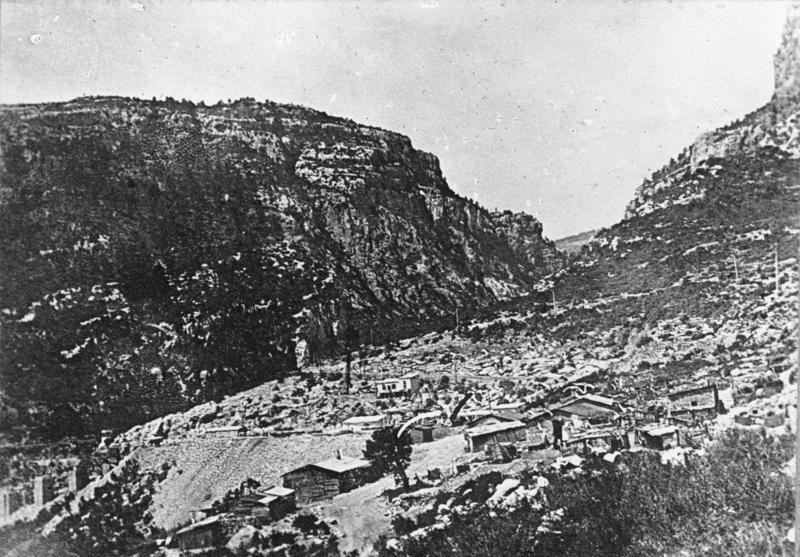
Építési helyszín 1913-ban

A vasútépítéshez időnként több mint 35000 munkást foglalkoztattak gyakran extrém és veszélyes körülmények között. A munkások között nagy számban voltak az örmény kisebbséghez tartozók, amire utalva Bernd Freytag megjegyzi, hogy „a vasút az örmény kényszermunkások szenvedéseinek jelképe.” Főként a hegyvidéki szakaszok okoztak jelentős nehézségeket, amiket a Heinrich August Meißnerhez hasonló mérnököket többször is nagy kihívások elé állították. Kisázsiában a Kilikiai kapukon és a Taurusz-hegységen való átjutás számít a legnagyobb teljesítménynek. A Tauruszon átvezető szakasz legnagyobb magassága 1478 m. 20 kilométeren 37 alagút épült, melyeket a sziklákba kellett robbantani, hidakat és viaduktokat – köztük a Giaurdere-viaduktot – kellett megépíteni. 1908-ban Theodor Rocholl háborús témákkal foglalkozó festő beutazta az építési területet és a Deutsche Bank megbízásából festményeket készített a látottakról.
1904-től 1910-ig az ifjútörökök forradalma és az Oszmán Birodalom ezzel együttjáró politikai irányváltása miatt szünetelt az építkezés. 1911-ben a feladták a Baszráig tervezett meghosszabbítást, viszont kiadták a koncessziót a Toprakkale-İskenderun szakaszra. 1912-ben kezdődött az építkezés Bagdadtól északi irányba Heinrich August Meißner pasa vezetésével.

## Politikai következmények

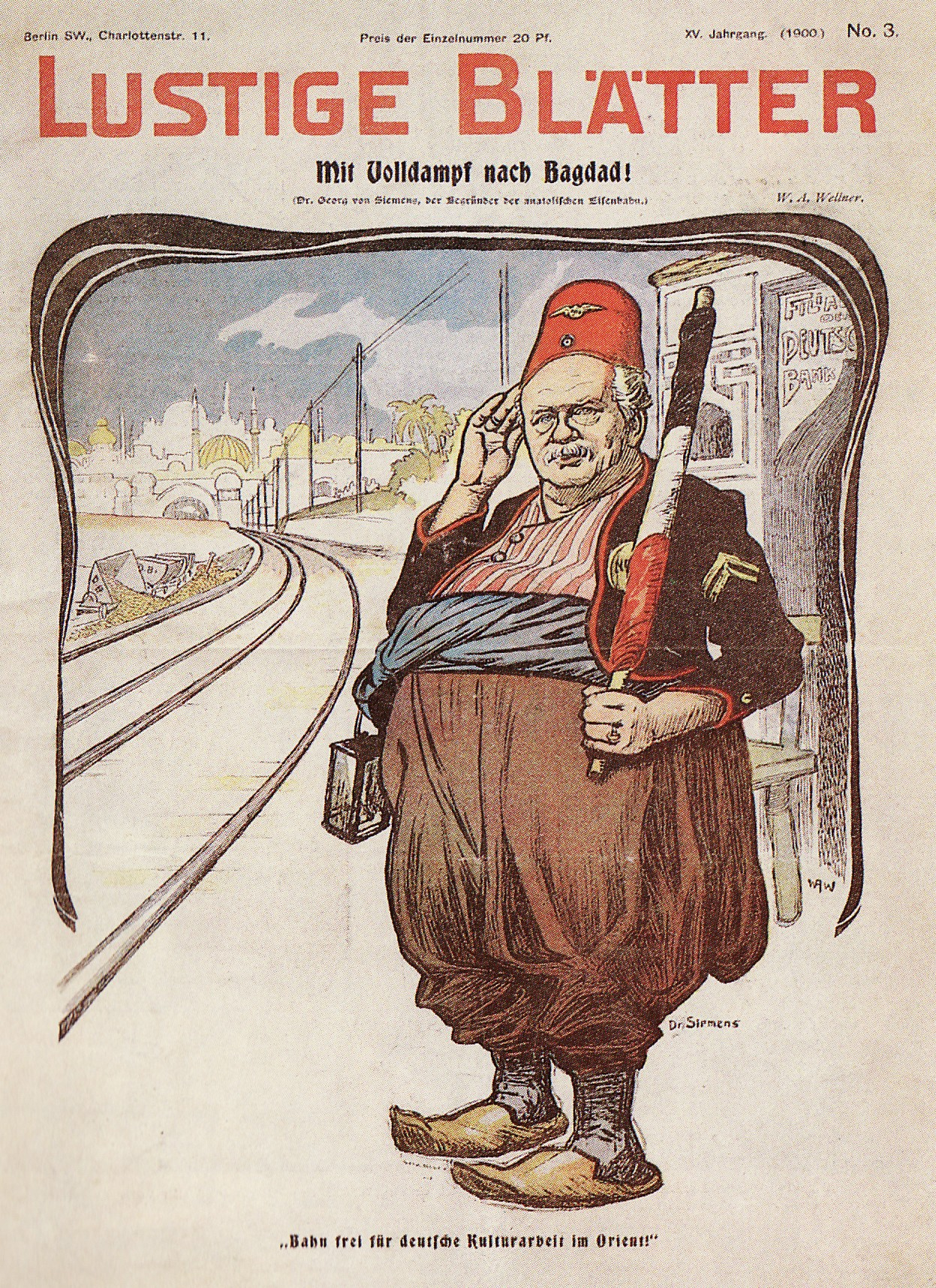
Georg von Siemens a Bagdadi Vasút baktereként ábrázolva a Lustige Blätter 1900-ban készült karikatúráján. A „Szabad a pálya a német kulturális munkához a Keleten!” képaláírással gúnyolja a német imperializmust

A Bagdadon átvezető vasút lett volna a leggyorsabb és a leggazdaságosabb közlekedési útvonal Európa és India között. Éppen emiatt került azonban a Bagdadi Vasút az európai nagyhatalmak keleti politikájának gyújtópontjába, amit a német propaganda még felerősített azzal, hogy Berlin-Bagdad Vasútként emlegette.
A projektben Nagy-Britannia, Franciaország és Oroszország új konkurens színre lépését látta a Közel-Keleten. Nagy-Britannia rossz szemmel nézte a Bagdadi Vasutat, mint a Német Birodalom vállalkozását, mivel egy idegen hatalom számára lehetővé tette India megközelítését és a németek számára lehetővé tehette egy katonai támaszpont létesítését a Perzsa-öböl partján. Az elkészült vasútvonal révén emellett a németek könnyebben hozzáférhettek Arábia területeihez is. A Bagdadi Vasút konkurenciát jelentett továbbá a britek által ellenőrzött Szuezi-csatornának és az oroszok iráni vasútépítési projektjének. A német vasútépítés így egyrészt hozzájárult Nagy-Britannia, Franciaország és Oroszország egymáshoz való közeledéséhez, másrészt újabb okot szolgáltatott Németország és az ezek közötti feszültség növekedéséhez.

Eleinte nem sikerült Nagy-Britanniát bevonni a projektbe, mivel a brit közvélemény a német csatahajóflotta kiépítése miatt neheztelt Németországra. 1914. június 15-én – a francia finanszírozó kiszállása után – sikerült megegyezni a Bagdadi Vasútról a két félnek, mivel ekkor már briteket is bevettek volna a felügyelőbizottságba, de ez túl későn történt már meg ahhoz, hogy kihatása legyen.

## Szakaszok átadása
A Bagdadi Vasutat részenként adták át a forgalomnak az alábbiak szerint:
| Szakasz                      | Hossz (km) | Átadás        | Megjegyzés                                          |
| ---------------------------- | ---------- | ------------- | --------------------------------------------------- |
| Konya–Bulgurlu               | 200        | 1904. 10. 25. |                                                     |
| Bulgurlu–Ulukışla            | 38         | 1911. 07. 01. |                                                     |
| Ulukışla–Karapınar           | 53         | 1912. 12. 21. |                                                     |
| Karapınar–Dorak              | 37         | 1918. 10. 09. | Átvezet a Taurus-hegységen                          |
| Dorak–Tarszosz               | 18         | 1912. 04. 27. |                                                     |
| Tarszosz–Adana               | 24         | 1886          | A Mersin-Adana szakasz része                        |
| Adana–Toprakkale–Mamure      | 97         | 1912. 04. 27. | Leágazás İskenderun felé, átadva: 1913. november 1. |
| Mamure–İslahiye              | 54         | 1917. 08. 01. | Átvezet a Nurge-hegységen                           |
| İslahiye–Radzsu              | 46         | 1915. 10. 19. |                                                     |
| Radzsu–Muslimiyya–Dzsarablus | 188        | 1912. 12. 15. |                                                     |
| Muslimiyya–Aleppó            | 15         | 1912. 12. 15. |                                                     |
| Dzsarablus–Tall Abyad        | 101        | 1914. 07. 11. |                                                     |
| Tall Abyad–at-Tu'aim         | 62         | 1915. 06. 01. |                                                     |
| at-Tu'aim–Rasulain           | 41         | 1915. 07. 23. |                                                     |
| Rasulain–Darbiziyya          | 61         | 1917. feb.    |                                                     |
| Darbiziyya–Nusaybin          | 59         | 1918. 06. 30. |                                                     |
| Nusaybin–Tall Ziwan          |            | 1933          |                                                     |
| Tall Ziwan–Tall Kocsek       |            | 1935. 05. 02. | A Nusaybin–Tall Kutschak szakasz összesen 82 km     |
| Tall Kucsak–Szamarra         | 384        | 1940. 07. 15. | Részszakaszai már korábban megvoltak                |
| Szamarra–Istabulat           | 21         | 1914. 10. 07. |                                                     |
| Istabulat–Sumika             | 37         | 1914. 08. 27. |                                                     |
| Sumika–Bagdad                | 61         | 1914. 06. 02. |                                                     |

## Első világháború

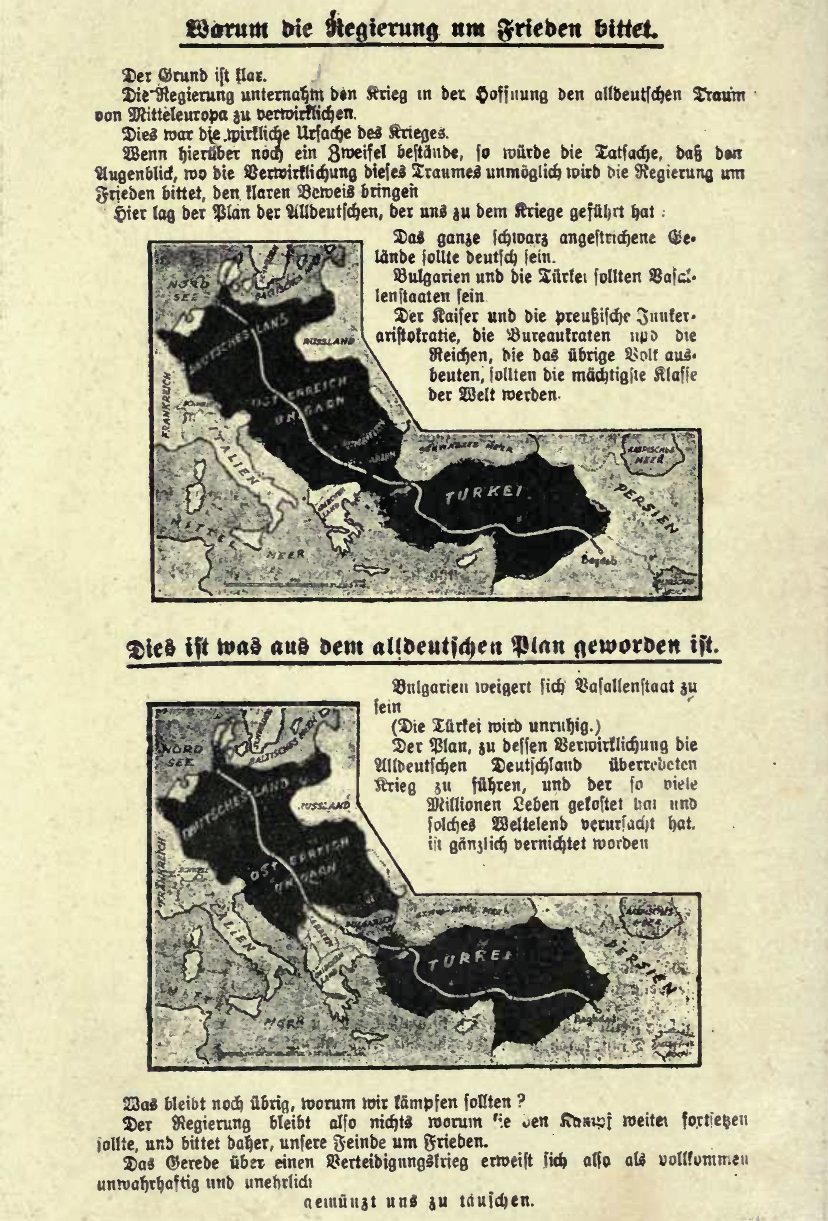
A Crewe House brit propagandaügynökség központi hatalmak békeajánlata elleni röplapja

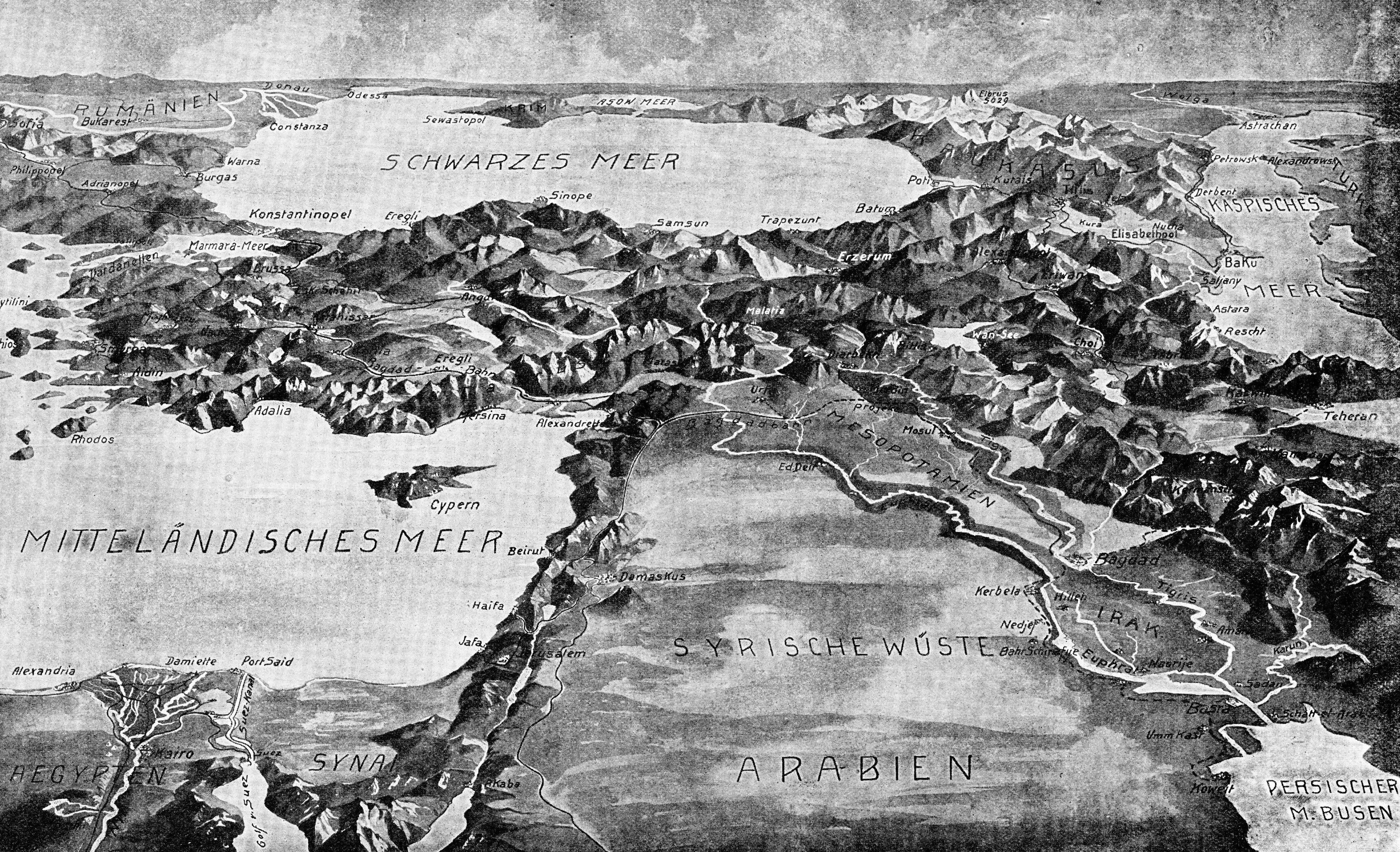
Törökország és a Bagdadi Vasút 1915-ben (korabeli ábrázolás madártávlatból)

Pénzügyi és politikai nehézségek, valamint technikai problémák – különösen a Tauruszon át végzett alagútfúrás során – hátráltatták az építkezés előrehaladását az első világháború kitörését megelőzően. Az Oszmán Birodalom hadba lépése előtt az építkezési munkálatokat stratégiai szempontok alapján végezték. A Földközi-tengeren tapasztalható brit-francia tengeri fölény miatt Isztambulból nem lehetett hajókkal megközelíteni Szíriát, így csak a vasutat használhatták erre a célra.
A Bagdadi Vasút a Német Birodalom számára is fontos szerepet játszott a háborúban, mivel függetlenítenie kellett magát az Egyesült Államokból érkező kőolajbehozataltól. Egy tengeri blokád esetén az olajszállítmányok döntő jelentőségűek lehettek a háború kimenetele szempontjából. Az Oszmán Birodalom számára a Bagdadi Vasút azért volt döntő jelentőségű, mert csak ennek segítségével tudott csapatokat és fegyvereket küldeni a déli, Szuezi-csatornánál húzódó fronthoz, és az arab felkelőkkel szemben is ennek révén tudta felvenni hatékonyan a harcot. 1914-re csak 1094 km hosszúságban készült el a vasút. A Taurusz-hegységben még el nem készült alagutak miatt hiányzó szakaszokat keskeny nyomtávú (600 mm) sínpályákkal hidalták át, ami miatt minden alkalommal át kellett rakodni a szállítmányt.
1915 októberétől a Bagdadi Vasút az örmény népirtásban játszott szerepet, mikor szisztematikusan deportálták az örmény kisebbség tagjait a Szír-sivatagba. Az örmény szakemberek és munkások elhurcolása miatt a vasútépítés is elhúzódott, az örmény orvosok hiányát pedig az egészségügy szenvedte meg.

## Az első világháború következményei
1918-ra Isztambul és Nusaybin, illetve Bagdad és Szamarra között összesen mintegy 2000 km hosszúságban készült el a Bagdadi Vasút. A két szakasznak az eredeti tervek szerint Nusaybinnál kellett volna összeérnie. A sínhálózat egyes részei a háború alatt megrongálódtak, majd a háború után a brit, illetve francia megszállók vették igazgatásuk alá, attól függően, hogy melyik megszállási zónába esett az adott szakasz. 1920-ban a Musztafa Kemál vezette török kormányzat egyes Törökországon kívüli szakaszokat átvett a brit katonai igazgatástól.
Az első világháború után a diplomáciai térképeket átrajzolták. Az Oszmán Birodalmat feldarabolták, Musztafa Kemál 1923. október 29-én kikiáltotta a Török Köztársaságot. A Bagdadi Vasút három új állam (Törökország, Szíria, Irak) területén haladt, és ezért egy ideig még befejezetlen maradt. A hiányzó szakasz 485 km-t tett ki, ebből 135 km-en már le voltak fektetve a sínek. Azokon a szakaszokon, melyeken még nem volt vasúti forgalom, az utasoknak autóbuszokra vagy szamarak vontatta kocsikra kellett átszállniuk.

### A francia megszállási övezetre eső szakasz
A francia megszállók a területükön lévő normál nyomtávú szakaszokra Törökországban és Szíriában a nem a Chemins de fer Damas–Hama et Prolongements (D.H.P.) alá tartozó szakaszok irányítására egy külön társaságot hoztak létre Société du Chemin de fer Cilicie – Nord Syrie névvel. 1921. október 20-án a Tauruszban lévő Pozantı és Nusaybin közti szakasz (821 km) valamint a Mersinbe (49 km), İskenderunba (59,6 km) és Mardinba  (25 km) vezető leágazás üzemeltetői joga az 1921-es ankarai szerződés értelmében ezekre szállt át. Röviddel később ez a társaság nevét Société d’Exploitation des Chemins de fer Bozanti – Alep – Nissibie et Prolongements-ra (BANP) változtatta.

### Törökország
A török felszabadító háború alatt és végül az 1923-ban megkötött lausanne-i békeszerződéssel a Bagdadi Vasút déli része Karkamış (Dzsarablus) és Nusaybin között lett határvonalként meghatározva Törökország és Szíria között. Számos fogadóépület ezen szakaszon a déli oldalon volt, és így a szír oldalon lévő települések után kaptak nevet. Törökország emiatt az északi oldalon új fogadóépületeket emelt, amik a török oldalon lévő települések után lettek elnevezve:
- Karkamış (Dscharablus)
- Akçakale (Tall Abyad)
- Sayalı (at-Tu'aim)
- Ceylanpınar (Ras al-Ain)
- Şenyurt (Darbisiyya)

Üzemeltetési szempontból az a kellemetlen szituáció állt elő, hogy az İslahiye / Meydan Ekbaz és Achterin / Çobanbey között a török belföldi forgalom tranzitforgalommá vált. Csaknem 40 évbe tellett, míg a kerülőutakat kiépítették. Ez az alábbi szakaszokban történt:
- 1929: Fevzipaşa–Narlı–Gölbaşı (138 km)
- 1935: Narlı–Gaziantep (84 km)
- 1960: Gaziantep–Karkamış (91 km)

Az 1924. április 22-ei 8506. törvénnyel Törökország döntést hozott az „Anatóliai Vasút” visszavásárlásáról, az 1924. május 24-ei törvénnyel ezt és a Bagdadi Vasutat Tarsusig (Yenicéig) állami irányítás alá helyezték, majd 1927. május 23-án alárendelték a török államvasutak elődjének (Türkiye Cumhuriyeti Devlet Demiryolları – TCDD). 1933-ban a Bagdadi Vasút egy újabb részét vette át az Adana–Fevzipaşa szakaszból. A BANP-ot 1933. július 1-én feloszlatták, helyébe a megmaradt, Çobanbey-től keletre török területen maradt szakaszon a Cenup Demiryolları (CD) lépett. Az üzembentartó ott a francia-szír Société Ottomane du Chemin de fer Damas–Hamah et Prolongements (D. H. P.) lett. Csak 1948-ban került sor a török oldalon lévő utolsó, Çobanbey és Nusaybin közötti szakasz államosítására.

### Irak
Irak 1936. március 31-én 494000 font ellenében vehette át a területén futó vasútvonalakat Nagy-Britanniától.

## Befejezése és meghosszabbítása
Szíria és Irak csak 1936-ban látott hozzá az utolsó hiányzó szakasz megépítésének. 1940. július 15-én vált a vasút teljes hosszában járhatóvá. 52 évvel a koncesszió megadása után érte el a Taurus Expressz első szerelvénye Isztambulból indulva Bagdadot.
Később meghosszabbították Bászráig, így elérte a Perzsa-öbölt is. Törökország, Szíria és Irak feszült politikai kapcsolata miatt azonban a Bagdadi Vasút teljes hosszán áthaladó forgalom ritka volt. Ehhez jött még, hogy a vasútvonal stratégiai és gazdasági jelentősége már röviddel elkészülte után gyorsan veszített jelentőségéből más közlekedési eszközök miatt.

## Újabb fejlemények

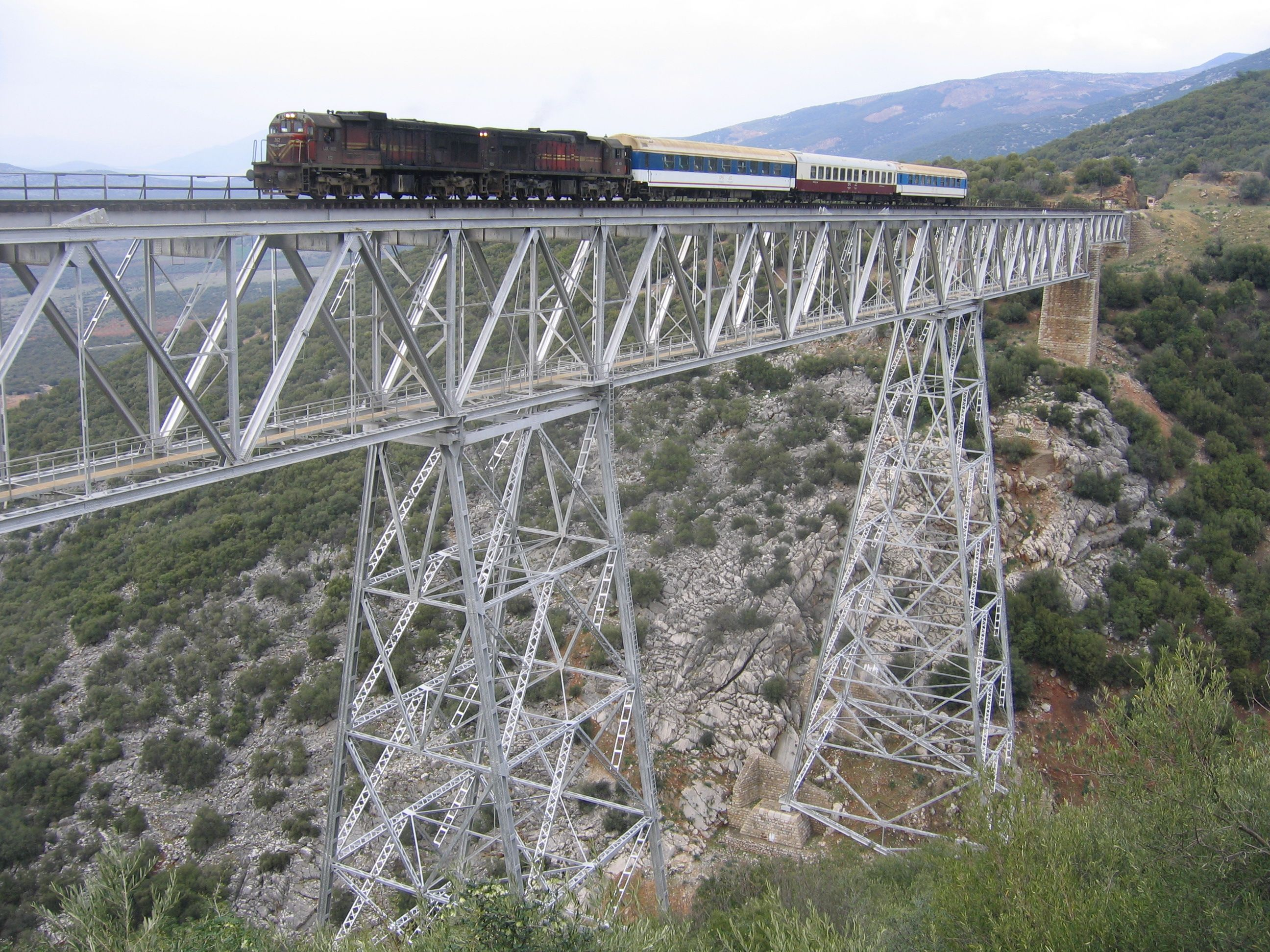
A Haradara-híd Meydan Ekbez és Muszlimijja között…

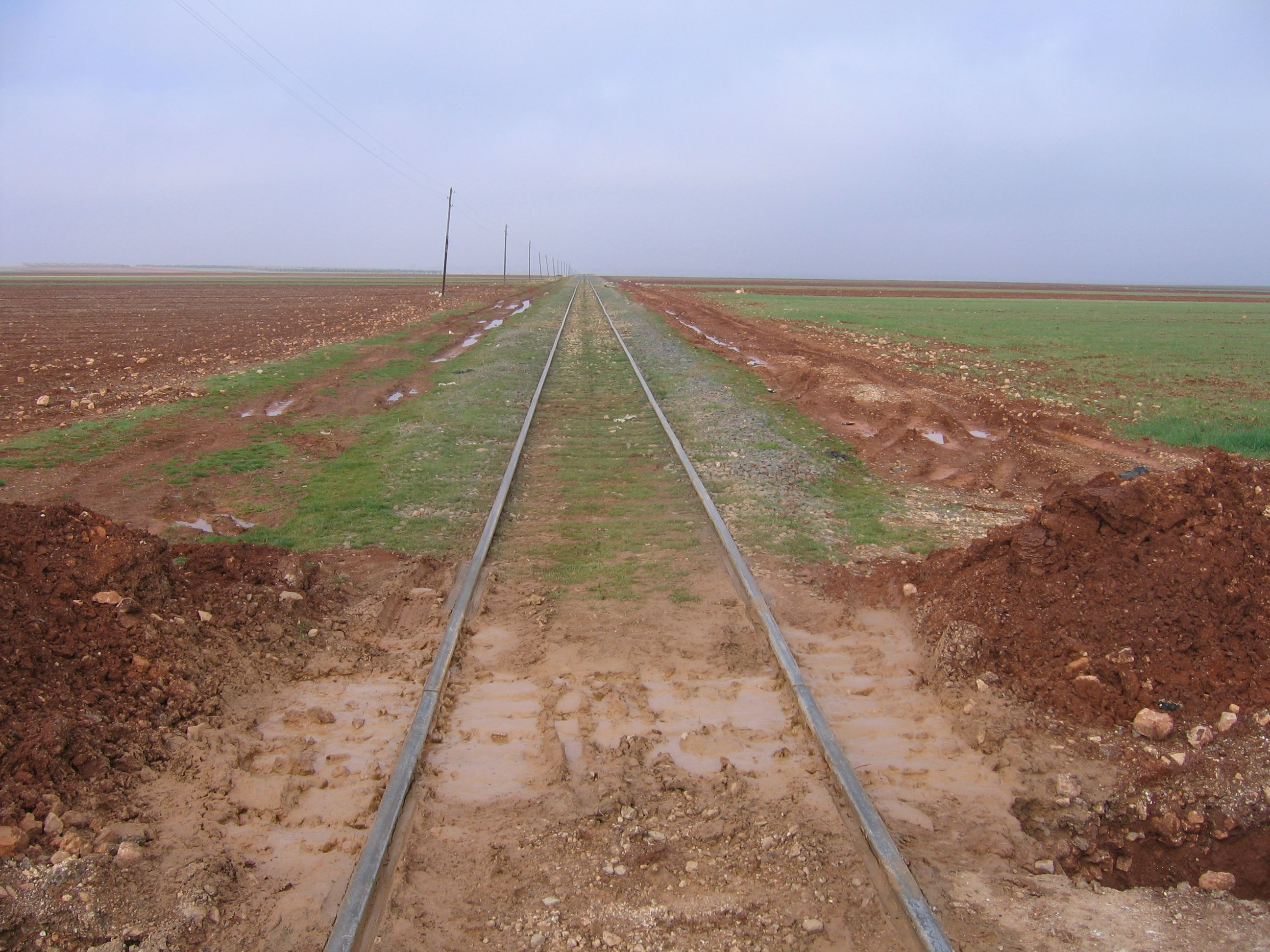
… és az Aleppótól északnyugatra lévő síkságon

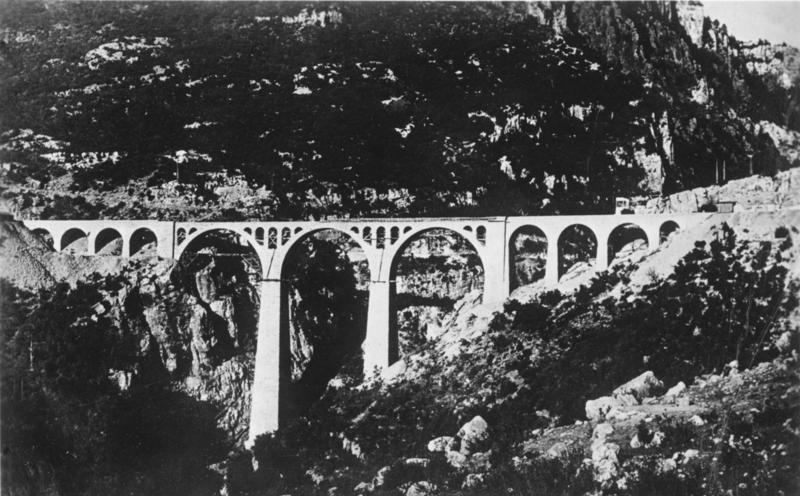
A Gavurdere-viadukt a Taurusz-hegységben (1935)

### Állapota
2006-os közlés szerint a Bagdadi Vasút nagy része közlekedésre alkalmas. A vasútállomások nagyrészt eredeti állapotukban maradtak fenn.
Az (İskenderun–) Toprakkale–Narlı (–Malatya–Divriği) szakaszt a nehéz ércszállítmányok miatt villamosították.

### Üzemeltetése

#### A Taurusz Expressz
A Bagdadi Vasút ismert járata a Taurusz Expressz (Toros Ekspresi) volt, ami 1930. február 15-től közlekedett. Az Isztambul és Bagdad között közlekedő járat utasainak eleinte a Nusaybin és Kirkuk közötti szakaszt autókon kellett megtenniük, mivel a sínpálya teljesen csak 1940-ben készült el. Csak 1940. július 17-től lehetett a járatot elejétől a végéig megszakítás nélkül teljesíteni, és a szerelvény végighaladó része a Compagnie Internationale des Wagons-Lits (CIWL) hálókocsiajaiból állt. Az ülőhelyes kocsikat a résztvevő vasúttársaságok, főként a TCDD állította ki.
A CIWL 1972-ben felhagyott az alvókocsik közlekedtetésével a Taurusz Expressznél és a TCDD vette át tőle ezt a szolgáltatást. A politikai feszültségek miatt a járat 1982-től csak Isztambul és Gaziantep között belföldi szerelvényként közlekedett, de heti egy alkalommal egy hálókocsival megtoldva a szíriai Aleppóig közlekedett. 2010. február 16-án Moszultól Gaziantep felé indult meg a vasúti forgalom, február 18-tól pedig a visszavezető irányba. A szír polgárháború 2011-es kitörése után minden Törökországból Szíriába és Irakba tartó járatot leállítottak.

#### Egyéb forgalom
2002-ben a török és az iraki vasút szerződésben állapodott meg arról, hogy ismét közvetlen vasúti kapcsolatot létesítenek Isztambul és Bagdad között. A harmadik öbölháború azonban megakadályozta a terv megvalósítását. Az Irakban és Szíriában dúló háborúk miatt 2011 után nem közlekedtek nemzetközi járatok. A szír polgárháború 2011-es kezdete előtt a forgalom így alakult:
- Az İslahiye/Meydan Ekbaz határátkelőn tehervonatok és hetente egy pár személyvonat is közlekedik a Teherán–Van–Damaszkusz útvonalon.[26]
- A Çobanbey/Achterin határátkelőn 2009. december 22-én 30 éves kihagyás után indult meg ismét a forgalom. A személyszállítás 2010. január 8-án indult meg hetente két vonatpárral Aleppó és Gaziantep között.[27]
- A Nusaybin/Qamischli határátkelő több évtizedes zárvatartás után 2010 február közepén nyitott meg ismét. Itt a török Gaziantepből Szírián át az iraki Moszulig közlekedtek tehervonatok.[28] Nusaybin és Moszul között rövid ideig még személyforgalom is volt, de ezt 2010. március 18-án leállították.[29]
- A Szíria és Irak közötti al-Yarubiyya/Tall al-Uwainat határátkelőt tehervonatok használták.[30]

A pár éve még az Isztambul-Aleppó vonalon közvetlen kocsikkal közlekedő járatot megszüntették. Pótlásként heti két alkalommal (szerdán és szombaton) egy közvetlen kocsi közlekedett Mersin és Aleppó között Adanán át. A menetrend a Taurusz Expresszel lett összehangolva. Az Isztambulból induló Taurusz pontos érkezése esetén mintegy öt óra a várakozási idő Adanában.

#### Továbbfejlesztése
A Konya–Karamán és az Adana–Toprakkale szakaszokat nagysebességű közlekedésre tervezik átalakítani.

## Egyéb információk
A Bagdadi Vasút egyik ismert utasa Agatha Christie volt. 1928-ban és 1930-ban az Orient Expresszel utazott Isztambulba, majd a Taurusz Expresszel Szíriába, ahol a férje, Max Mallowan archeológus ásatásokat vezetett. Az utazásának élményeit az 1946-ban Come, tell me how you live címmel megjelent önéletrajzi művében írta le és néhány regényébe is beépítette. A „Gyilkosság az Orient Expresszen” című regény a Taurusz Expressz aleppói pályaudvarról való elindulásával kezdődik.

## Galéria

Bagdadi Vasút
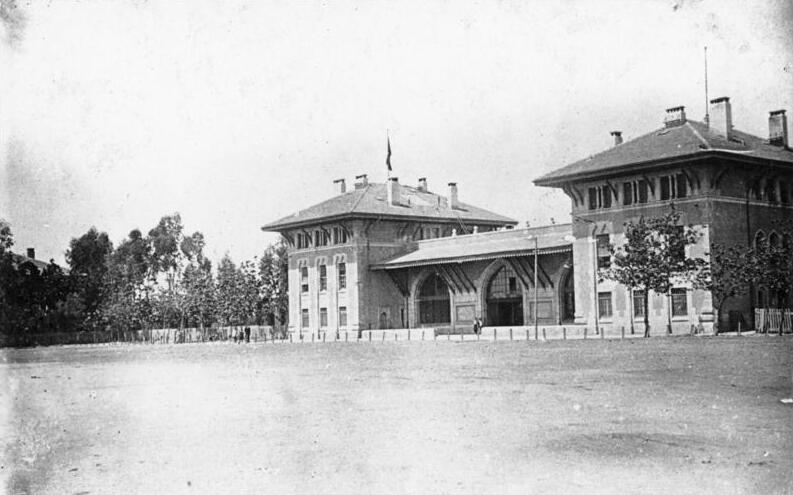
Az adanai pályaudvar 1913-ban
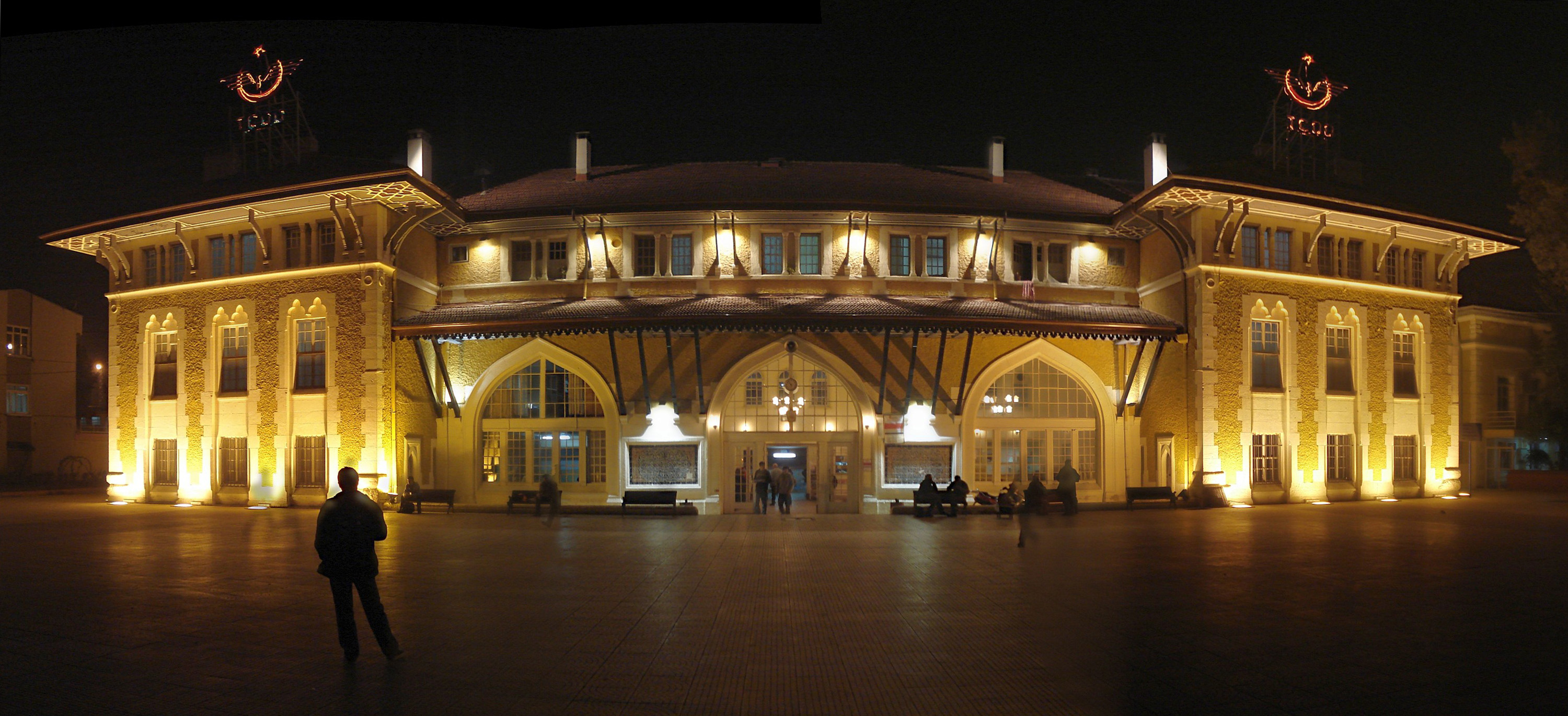
Az adanai pályaudvar
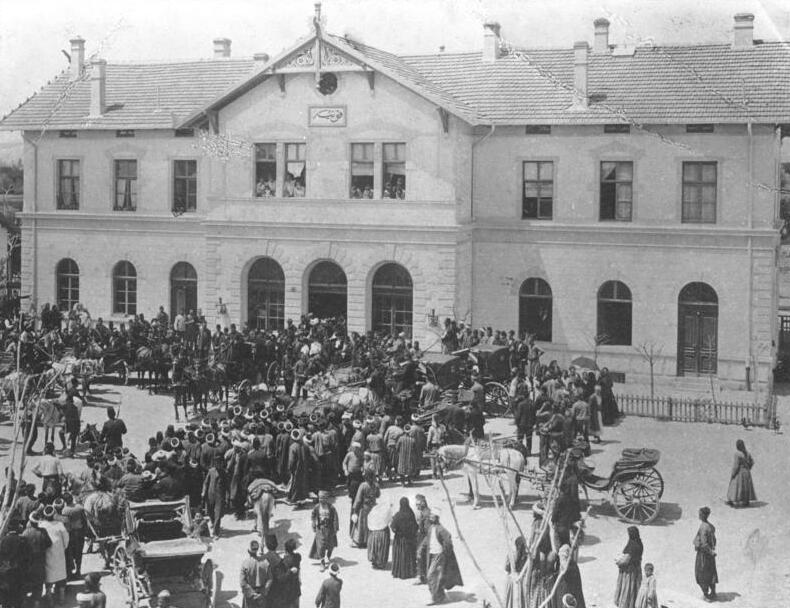
A német követ fogadása a vasútvonal első szakaszának elkészülte alkalmából (1904. június 21.)
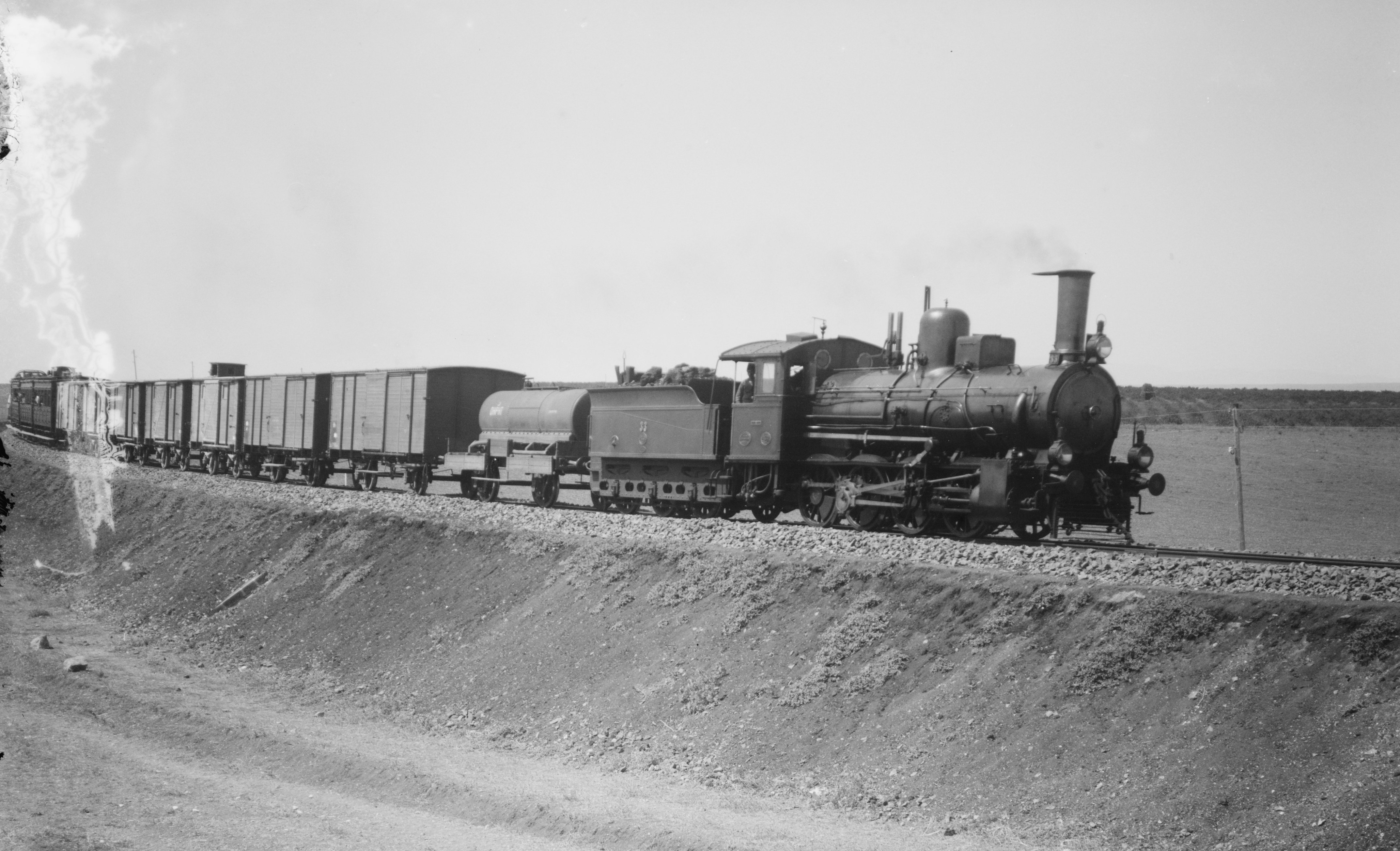
Szerelvény a Bagdadi Vasúton 1900 körül
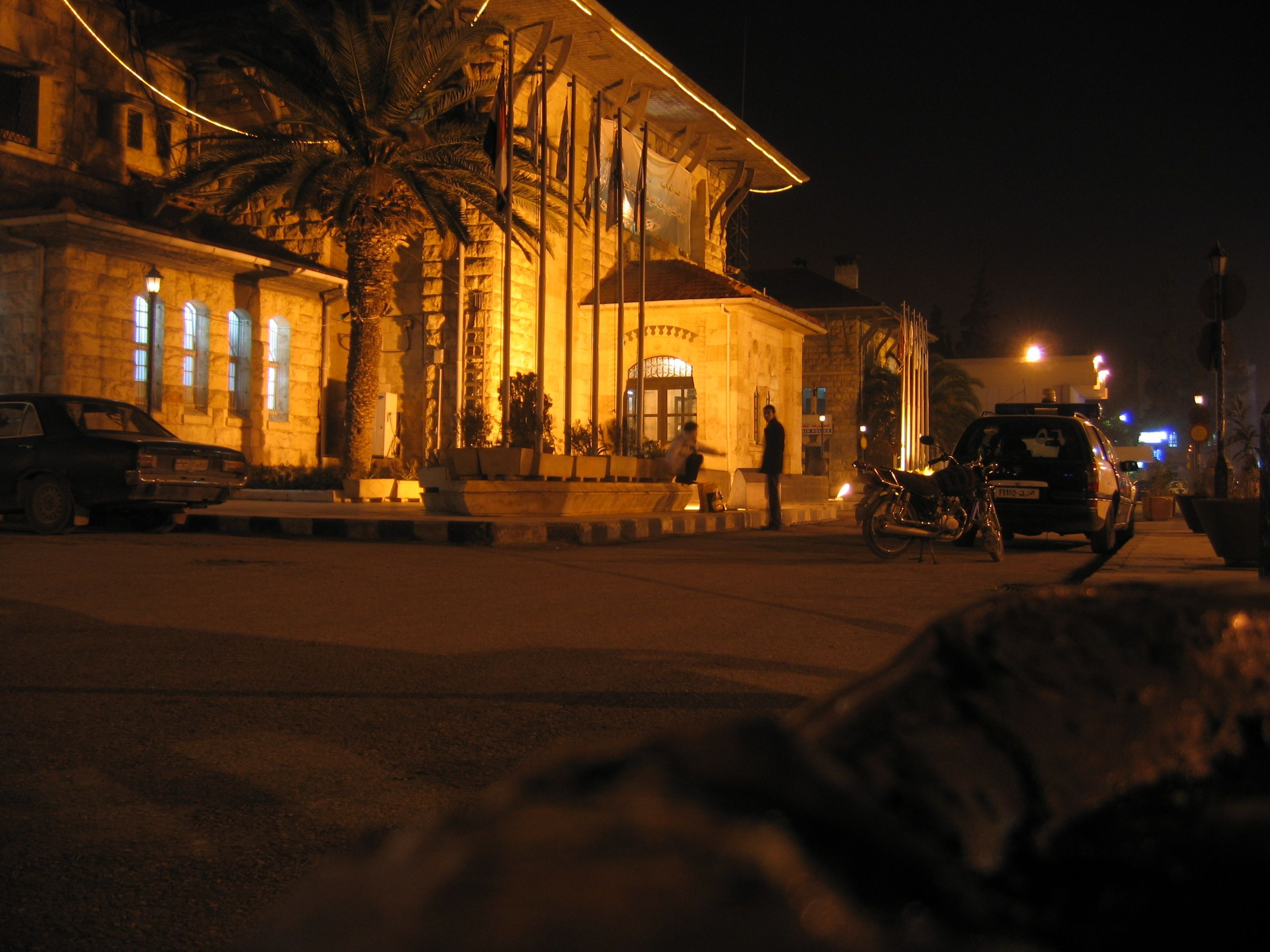
Az aleppói pályaudvar
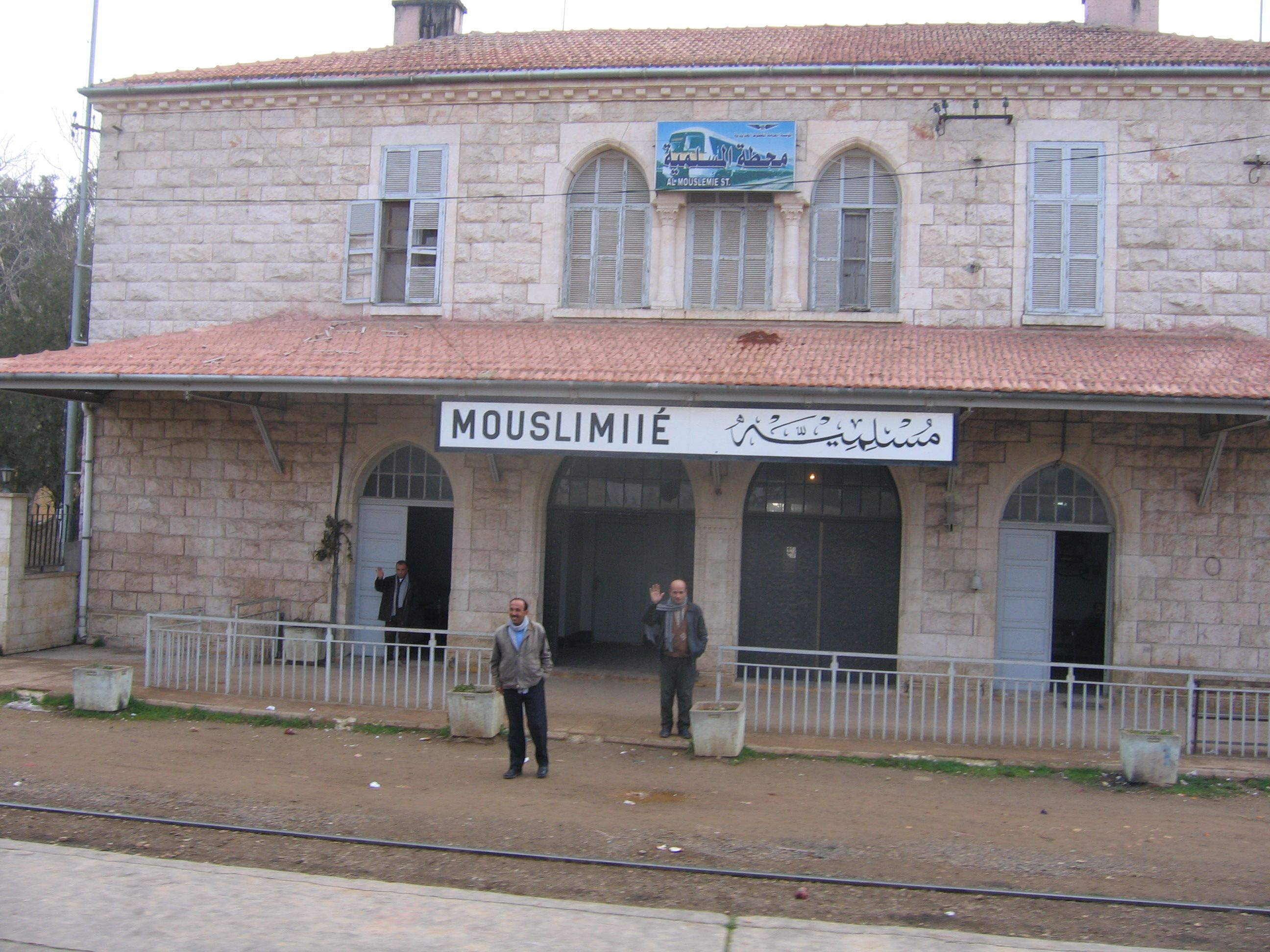
Muszlimijja pályaudvara Szíriában – kétnyelvű állomásnévtáblával

## Fordítás
- Ez a szócikk részben vagy egészben  a   Bagdadbahn című német Wikipédia-szócikk ezen változatának fordításán alapul.  Az eredeti cikk szerkesztőit annak laptörténete sorolja fel. Ez a jelzés csupán a megfogalmazás eredetét és a szerzői jogokat jelzi, nem szolgál a cikkben szereplő információk forrásmegjelöléseként.